# Ряжский, Юрий Олегович
Юрий Олегович Ряжский (род. 30 сентября 1967 года, Москва) — российский журналист, главный редактор газеты «Вечерняя Москва» с 2007 по 2011 год. В настоящее время — соучредитель и заместитель главного редактора газеты «Труд».

## Краткая биография
Окончил факультет журналистики МГУ им. Ломоносова. Работал литсотрудником, редактором отдела, членом редколлегии журнала ЦК ВЛКСМ «Комсомольская жизнь» (1988—1992); корреспондентом, экономическим обозревателем, редактором отдела, членом редколлегии газеты «Московский комсомолец» (1993—2003); первым заместителем председателя правления РИА «Новости», заместителем руководителя пресс-службы мэра и правительства Москвы, генеральным директором ИД «ХГС» (Москва), генеральным директором телерадиокомпании «Каскад» (Калининград). Главный редактор газеты «Вечерняя Москва» с 2007 по 2011 год.

## Семья
Отец — Олег Юрьевич Ряжский (1930 — 1985), журналист. Мать — Дильбар Музафаровна Мухамедова (1932 — 2003), востоковед.

## Награды
Лауреат профессиональных премий в области журналистики[каких?], награждён медалью «В память 850-летия Москвы», рядом общественных знаков отличия.